# Tây Hạ Tương Tông
Tây Hạ Tương Tông (chữ Hán: 西夏襄宗; 1170-1211), tên thật là Lý An Toàn (李安全), là vị hoàng đế thứ bảy của triều đại Tây Hạ, trị vì từ năm 1206 đến năm 1211.
Tương Tông lên ngôi sau một cuộc đảo chính lật đổ người anh họ là Tây Hạ Hoàn Tông năm 1206. Lý do có thể là vào năm 1196, cha đẻ của ông là Việt vương Lý Nhân Hữu chết, An Toàn muốn được tập tước Việt vương nhưng Hoàn Tông không cho mà chỉ phong ông làm Trấn Di quận vương. Điều này đã làm cho Lý An Toàn cực kỳ bất mãn.
Nhiều sử gia đánh giá ông là người không có năng lực. Tương Tông tấn công nhà Kim, phá vỡ ngoại giao của hai nước. Ông đã cố gắng để trở thành đồng minh của Đế quốc Mông Cổ, nhưng Thành Cát Tư Hãn coi Tây Hạ như một rào cản của Trung Quốc nên đã nhiều lần đem quân tấn công. Năm 1211, cháu trai của Tương Tông là Lý Tuân Húc đảo chính lật đổ Tương Tông và lên ngôi. Tương Tông qua đời sau đó một tháng, hưởng dương 42 tuổi.
Thụy hiệu của Tương Tông là Kính Mục hoàng đế.